# Relojería

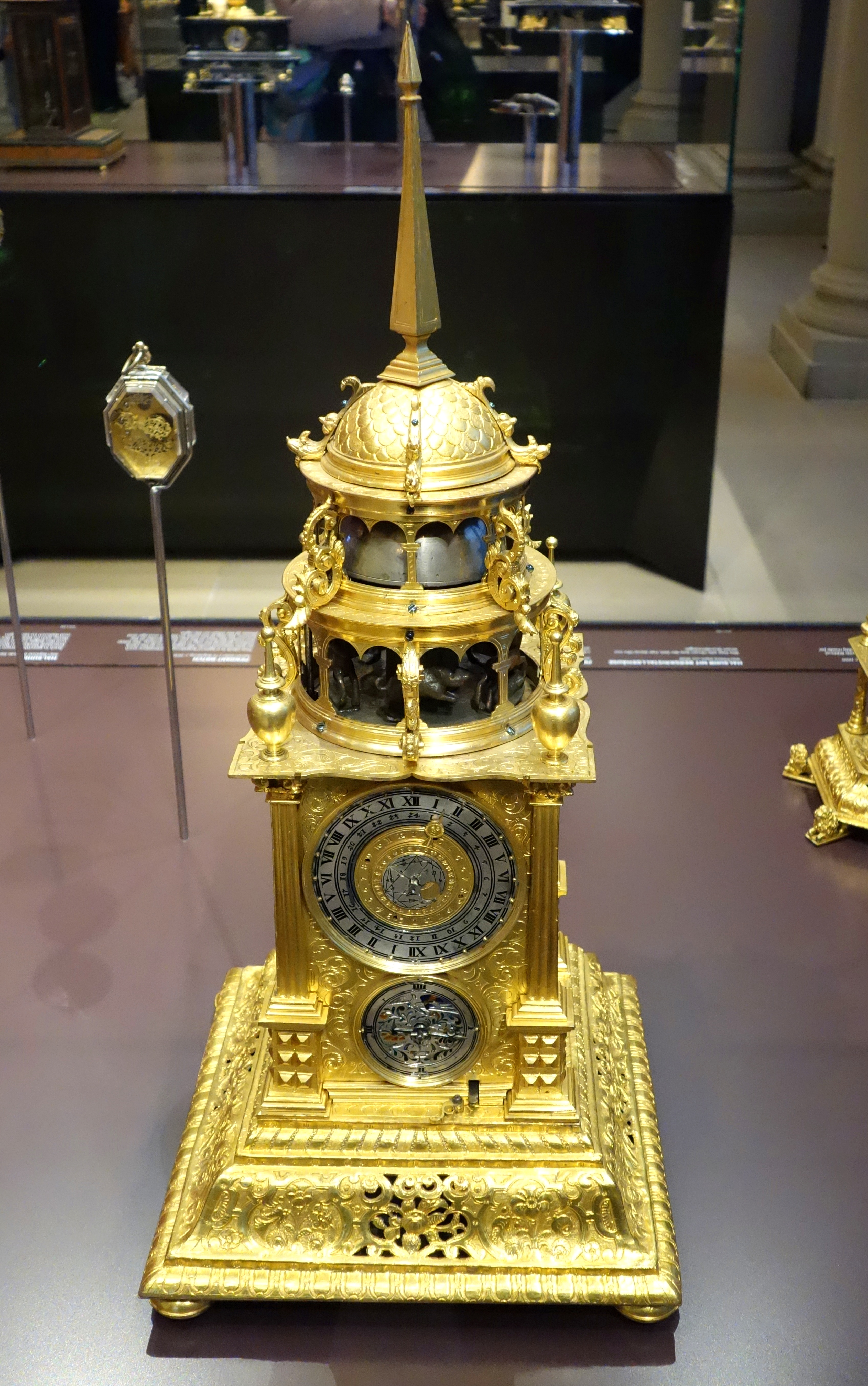
Reloj de sobremesa, Augsburgo hacia 1590

La  relojería incluye la ciencia, la tecnología, el arte, la industria y el comercio de instrumentos adecuados para medir el tiempo. Como ciencia y arte abarca el estudio de la medida del tiempo. Como tecnología, incluye su aplicación a la industria y el comercio de relojes, mecanismos de relojería, temporizadores, registradores de tiempo, cronómetros marinos y relojes atómicos, todos ellos ejemplos de instrumentos utilizados para medir el tiempo.
En el uso actual, la relojería se refiere principalmente al estudio de los dispositivos mecánicos de cronometraje, mientras que la cronometría incluye de manera más amplia los dispositivos electrónicos que han sustituido en gran medida a los relojes mecánicos para obtener la mejor exactitud y precisión en el cronometraje. 

## Historia

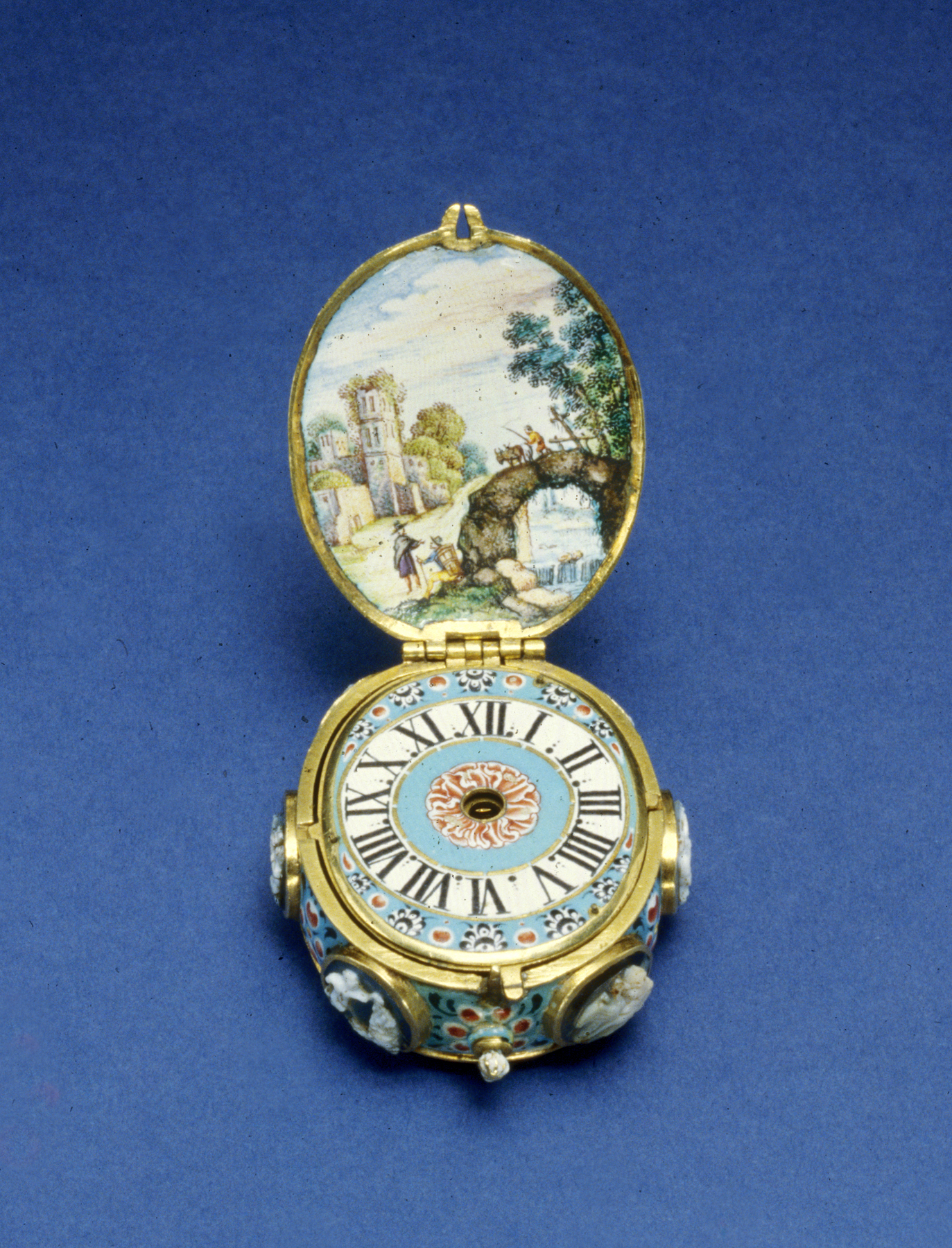
Reloj colgante (alrededor de 1650)

Grandes mecanismos de relojería se instalaron en los campanarios de las ciudades del Sacro Imperio Romano Germánico desde la Edad Media (con ejemplos como las catedrales de Estrasburgo en 1354, Stralsund en 1394, Berna en 1405 o Praga en 1410).
La fabricación de los primeros mecanismos de relojería movidos por resortes se estableció en el siglo XVI. Estos pequeños mecanismos a menudo incluían indicaciones astronómicas y se colocaban sobre una mesa. Las ciudades de Núremberg, Augsburgo y Praga fueron los primeros centros de creación y fabricación de estos mecanismos. Rápidamente, aparecieron otros centros de relojería en toda Europa.
La industria relojera comenzó muy temprano en Suiza y luego en Inglaterra, con numerosas innovaciones para organizar el trabajo y la producción en masa, lo que permitió avances muy significativos para la época, tanto en la tecnología como en el refinamiento de los productos, en un contexto de intervención política del poder. La precisión, la automatización y la metalurgia permitieron marcar hitos de los sistemas de cronometraje para otras actividades estratégicas, en particular la marina, y otras futuras industrias mecanizadas. Esta historia se aceleró gradualmente a partir del XVIII con la aparición de una protoindustria masiva en Suiza, que precedió a la revolución industrial a la que sobrevivió durante mucho tiempo.

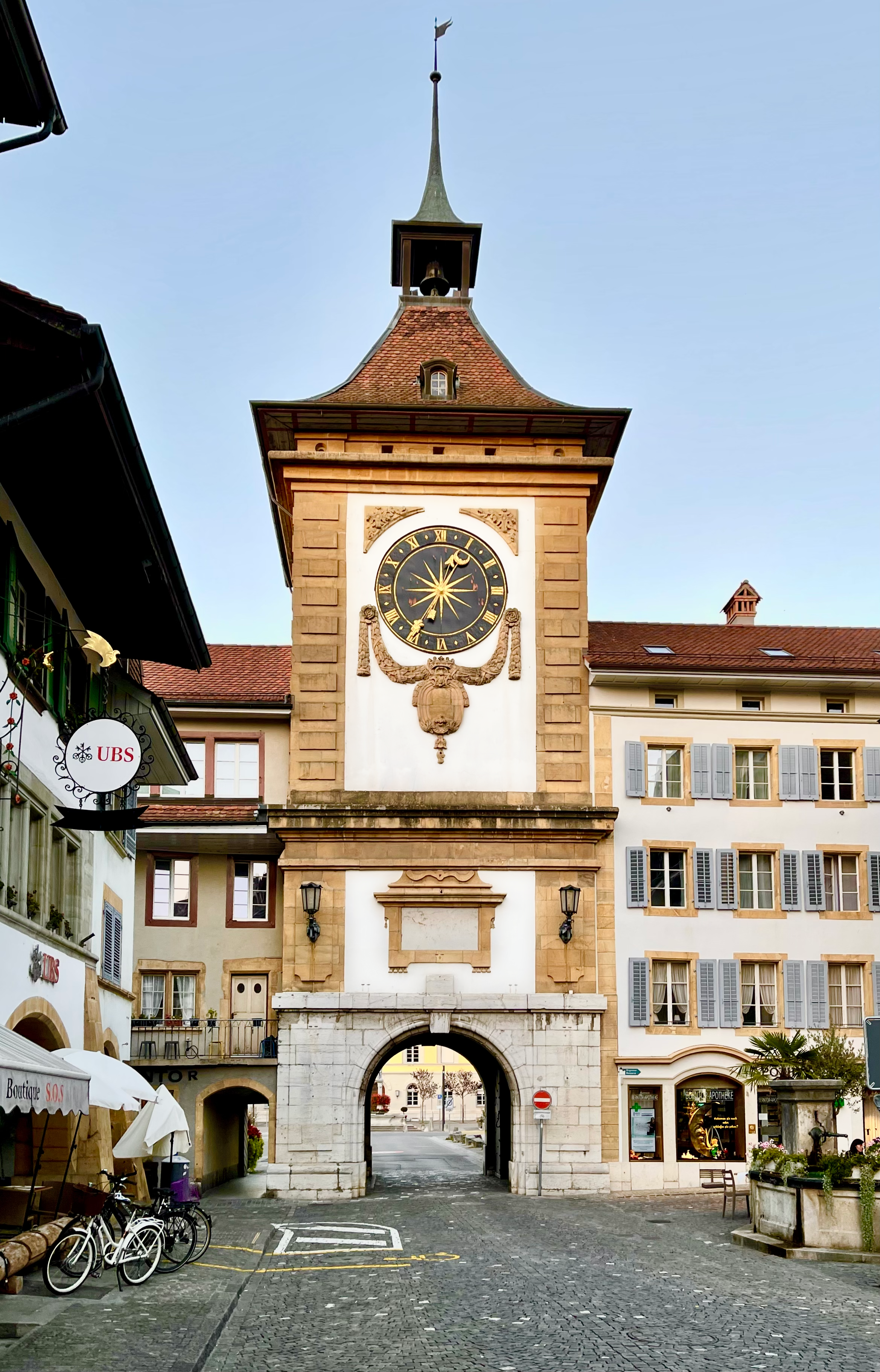
Torre del reloj de Murten

El primer relojero francés, Thomas Bayard, natural de Vézelise en Lorena, fue calificado por el registro de habitantes el 6 de noviembre de 1554 como orfebre y "orólogo". Le siguieron, durante los años siguientes, los relojeros de Autun, Dijon y Aviñón, en total más de quince. La llegada en 1587 de Charles Cusin, que había venido de Autun, precedió al nacimiento de una corporación en 1601 bajo el nombre de "Maestría de los relojeros de Ginebra", sobre el modelo de la jurande de los orfebres de 1566. El acceso a la profesión estaba restringido (solo un aprendiz por maestro), pero abierto a los forasteros, que fundaron esta "Maestría". Los cajistas en 1698 y los grabadores en 1716 constituyeron a su vez su propia asociación, escapando a la jurisdicción de los relojeros y orfebres.
Durante las guerras de religión, Calvino, el reformador protestante instalado en Ginebra en 1536, acogió a los refugiados hugonotes que aumentaron el número de sus partidarios. Su prohibición de llevar objetos decorativos empujó a los orfebres hacia la relojería, que se estableció en Ginebra. Calvino prohibió a los habitantes, en nombre de la moral protestante, llevar joyas, accesorios superfluos de seducción. Los joyeros ginebrinos, transformados en relojeros, se dedicaron a fabricar relojes con incrustaciones de piedras preciosas, que eludían la noción de joyería impuesta por Calvino y, por lo tanto, se propició el desarrollo de la relojería de lujo.

## Holanda e Inglaterra

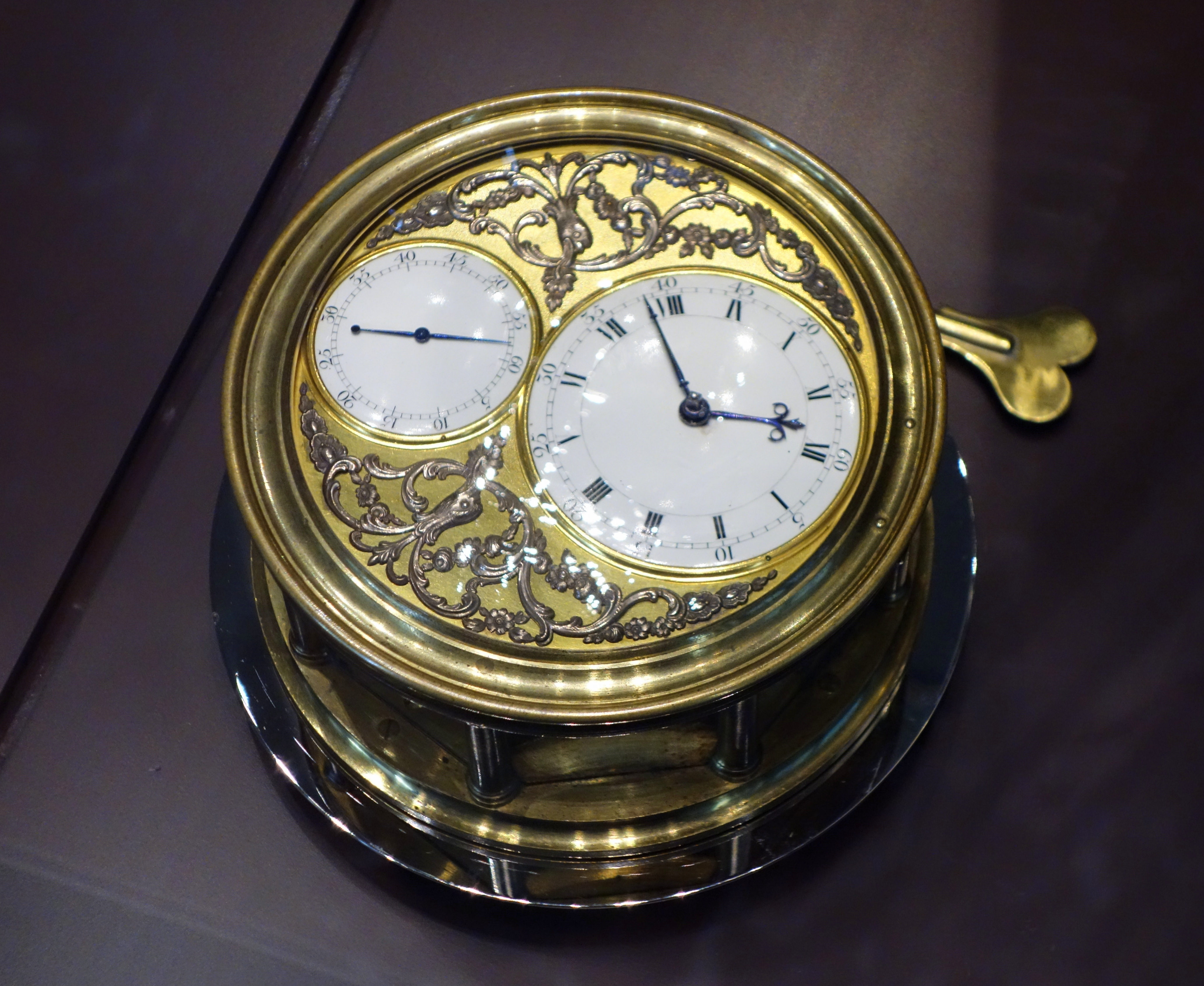
Copia (de alrededor de 1795) de un cronómetro marino creado originalmente por Thomas Mudge

Navegantes holandeses e ingleses, que comenzaron a dominar los océanos a partir de mediados del siglo XVII, gracias a los barcos más grandes, necesitaba cronómetros marinos para calcular mejor las distancias en alta mar. Hasta mediados del XVII, los relojes eran imprecisos y, a menudo, tenían una sola aguja. En 1657, la técnica progresó mediante el uso del péndulo, gracias al matemático, físico y astrónomo holandés Christiaan Huygens, quien continuó el trabajo de Galileo.
Hubo un gran progreso en 1670, con el escape de áncora del científico inglés Robert Hooke (1653-1703). En 1675, Christian Huygens confió a Isaac Thuret el primer reloj con un resorte en espiral y equipado con un volante, un invento que Robert Hooke cuestionó. Este progreso encontró eco en Europa. Daniel Jeanrichard (1665-1741), afincado en La Sagne, en el Jura suizo, creó así su primer reloj en 1681, copiado de un modelo inglés ideado en 1679, y posteriormente formó a decenas de artesanos. La relojería inglesa se desarrollaría entonces con Daniel Quare (1649-1724), quien en 1686 adaptó el minutero en el centro de la esfera. Hasta entonces los relojes solo contaban con la manecilla de la hora. Hacia 1700, todavía en Inglaterra, el uso de piedras (cómo ágatas o rubíes) perforadas como cojinetes de pivote de los péndulos hizo que la técnica diera un salto adelante.

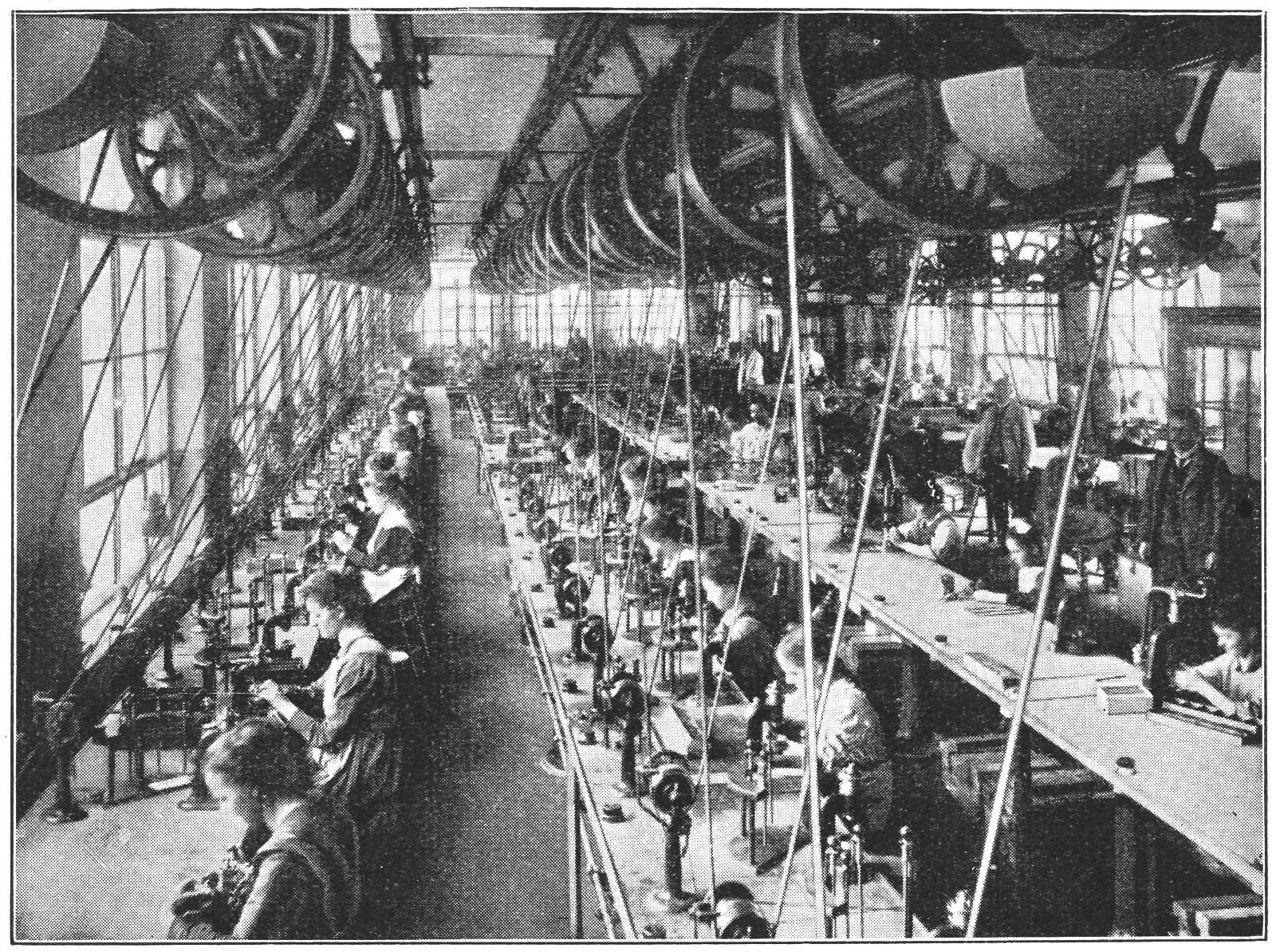
Producción de relojes de bolsillo en la empresa Junghans (alrededor de 1925)

## Presente
Como en otras ramas de la industria, la parte de fabricación de la producción de relojes está altamente automatizada hoy en día, las actividades humanas en los edificios de la fábrica se limitan a la logística y la preparación del trabajo, así como al trabajo de control y mantenimiento. Desde el punto de vista del mercado, la producción y las ventas de relojes están globalizadas en la actualidad. Los jugadores más recientes son una serie de países asiáticos emergentes, en primer lugar, por supuesto, la China en rápido crecimiento. No solo los relojes originales o baratos provienen de la región asiática, sino también una proporción significativa de falsificaciones más baratas de marcas europeas conocidas, lo que está causando cada vez más dolores de cabeza y trabajo legal para los fabricantes europeos.